# Titani(IV) bromide
Titan(IV) bromide là một hợp chất vô cơ có công thức hóa học TiBr4. Nó là bromide kim loại chuyển tiếp dễ bay hơi nhất. Tính chất của TiBr4 ở giữa TiCl4 và TiI4. Một số đặc tính chính của các chất Ti(IV) bốn phối hợp này là tính axit Lewis cao và khả năng hòa tan cao của chúng trong các dung môi hữu cơ không phân cực. TiBr4 nghịch từ, cho thấy cấu hình d0 của tâm kim loại.

## Điều chế và cấu trúc
Titan(IV) bromide có dạng hình học tứ diện. Nó có thể được điều chế thông qua một số phương pháp: (ⅰ) từ các nguyên tố, (ⅱ) thông qua phản ứng của TiO2 với cacbon và brom (xem quy trình Kroll), và (ⅲ) bằng cách xử lý TiCl4 với HBr.

## Phản ứng
Titan(IV) bromide tạo thành các phức như TiBr4(THF)2 và [TiBr5]−. Với các phối tử phức tạp hơn, chẳng hạn như 2-methylpyridine (2-Mepy), các phức năm phối hợp được tạo ra. TiBr4(2-MePy) có dạng hình tam giác đều có pyridin trong mặt phẳng xích đạo.
TiBr4 đã được sử dụng làm chất xúc tác axit Lewis trong tổng hợp hữu cơ.
Các tetrabromide và tetrachloride của titan phản ứng để tạo ra một hỗn hợp của các tetrahalua, TiBr4 − xClx (x = 0–4). Cơ chế của phản ứng tái phân phối này là không chắc chắn. Có một ý kiến đề xuất gợi ý tính trung gian của đime.

## An toàn
TiBr4 dễ bị thủy phân nhanh chóng, có khả năng gây nguy hiểm, giải phóng hydro bromide, còn được gọi là axit bromhydric.

## Hợp chất khác
TiBr4 còn tạo một số hợp chất với NH3, như:
- TiBr4·2NH3 – chất rắn màu đỏ;
- TiBr4·6NH3 – chất rắn màu vàng.[6]